# الحرب الفرنسية السيامية
كانت الحرب الفرنسية السيامية عام 1893 صراعًا بين الجمهورية الفرنسية الثالثة ومملكة سيام. كان أوغست بافي، نائب القنصل الفرنسي في لوانغ برابانغ في عام 1886، الوكيل الرئيسي في تعزيز المصالح الفرنسية في لاوس. زادت دسائسه، التي استغلت الضعف السيامي في المنطقة والغزوات الدورية من قبل الثوار الفيتناميين من تونكين، التوترات بين بانكوك وباريس. عقب الصراع، وافق السياميون على التنازل عن لاوس لفرنسا، ما أدى إلى توسع كبير في الهند الصينية الفرنسية.
نجح هذا الصراع في حروب هاو (1865-1890)، التي حاول السياميون فيها تهدئة شمال سيام وتونكين.

## السياق
بدأ الصراع حين أرسل الحاكم العام للهند الصينية الفرنسية جان دي لانيسان أوغست بافي قنصلًا إلى بانكوك لإخضاع لاوس للحكم الفرنسي. رفضت حكومة بانكوك، التي اعتقدت خطًأ أنها ستتلقى الدعم من الحكومة البريطانية، التنازل عن أراضي شرقي نهر الميكونغ وعززت وجودها العسكري والإداري عوضًا عن ذلك.
وصلت الأحداث إلى ذروتها من خلال حادثين منفصلين حين طرد حكام سيام في خاموان ونونغ خاي ثلاثة تجار فرنسيين من وسط ميكونغ في سبتمبر 1892، اشتُبه أن اثنين منهم، شامبينويس وإسكويلوت، كانا يهربان الأفيون. بعد ذلك بفترة وجيزة، انتحر القنصل الفرنسي في لوانغ برابانغ، م. ماسي، الذي كان محمومًا ويائسًا، في طريق عودته إلى سايغون. في فرنسا، استخدمت جماعة الضغط الاستعماري هذه الحوادث (الحزب الاستعماري) لإثارة المشاعر القومية المعادية للسيامية، كذريعة للتدخل.
تركت وفاة ماسي أوغست بافي في منصب القنصل الفرنسي الجديد. في مارس 1893 طالب بافي السياميين بإخلاء جميع المواقع العسكرية على الجانب الشرقي من نهر الميكونغ جنوب خاموان، زاعمًا أن الأرض تخص فيتنام. لدعم هذه المطالب، أرسل الفرنسيون سفينة لوتان الحربية إلى بانكوك، ورست على نهر تشاو فرايا بجوار المفوضية الفرنسية.

## النزاع
حين رفضت سيام المطالب الفرنسية، أرسل دي لانيسان ثلاثة رتل عسكرية إلى منطقة النزاع لتأكيد السيطرة الفرنسية في أبريل 1893. انسحبت ثمانية حاميات سيامية صغيرة غرب الميكونغ عند وصول الرتل المركزي، لكن قوبل تقدم الرتل الأخرى بمقاومة. في الشمال، تعرض الفرنسيون للحصار في جزيرة خونغ، مع القبض على الضابط ثورو. في الجنوب، استمر الاحتلال بسلاسة حتى أدى كمين نصبه السياميون لقرية كنغ كيرت إلى مقتل مفتش الشرطة الفرنسية غروسغورين.

### مقتل المفتش غروسغورين
كان المفتش غروسغورين مفتشًا فرنسيًا وقائدًا لميليشيا فيتنامية في لاوس. كما هو حال أوغست بافي، شارك غروسغورين في العديد من الحملات الاستكشافية في المنطقة. كان عضوًا في أحد الرتل المسلحة الفرنسية التي أرسلها لانيسان في أبريل 1893 لعبور سلسلة أناميتي إلى منطقة لاو في خاموان (ثاكيك الحديثة) واحتلال الأراضي المتنازع عليها. نجح الرتل في البداية في طرد المفوض السيامي في خاموان بحلول 25 مايو.
بعد ذلك بفترة قصيرة، في 5 يونيو، نصب المفوض السيامي كمينًا مفاجئًا لقرية كينغ كيرت، حيث عسكر غروسغورين، المستلقي على فراش مرضه، مع ميليشياته. يبدو أن المفوض تلقى تعليمات من ممثل الحكومة السيامية «لإجبار (القوات الفرنسية) على الانسحاب، عن طريق القتال، إذا تطلب الأمر، بأقصى قوتهم». أسفر الكمين عن تدمير القرية ومقتل غروسغورين و17 فيتناميًا.
أصبحت الحادثة ووفاة غروسغورين تُعرف باسم «قضية خام مون (كين تشيك)» واستُخدمت في نهاية المطاف كذريعة لتدخل فرنسي قوي.

### حادثة باكنام
كنتيجة، توترت العلاقات بين بانكوك والغرب، وطالبت فرنسا بتعويضات. أرسل البريطانيون ثلاث سفن تابعة للبحرية إلى مصب نهر تشاو فرايا، في حال أصبح إجلاء المواطنين البريطانيين أمرًا ضروريًا. تقدم الفرنسيون بدورهم خطوة أخرى في يوليو 1893 من خلال إصدار أمر بإبحار سفينتين من سفنهم، سفينة إنكونستانت الشراعية وسفينة كوميت الحربية، في تشاو فرايا نحو بانكوك، دون إذن من السياميين. تعرضوا لإطلاق نار من الحصن في باكنام في 13 يوليو 1893. رد الفرنسيون إطلاق النار وشقوا طريقهم إلى بانكوك.
وجه الفرنسيون بنادقهم المدربة نحو القصر الكبير في بانكوك، وأرسلوا إنذارًا إلى السياميين في 20 يوليو لتسليم المنطقة شرقي نهر الميكونغ وسحب حامياتهم هناك، وذلك لدفع تعويضات بقيمة ثلاثة ملايين فرنك كبديل عن القتال في باكنام ولمعاقبة المسؤولين عن عمليات القتل في الأراضي المتنازع عليها. حين لم يمتثل السياميون على الفور للإنذار دون شروط، حاصر الفرنسيون الساحل السيامي.
في النهاية، استسلم السياميون بالكامل للشروط الفرنسية حين لم يجدوا أي دعم من البريطانيين. بالإضافة إلى ذلك، طالب الفرنسيون كضمانات باحتلال مؤقت لتشانثابوري وتجريد باتامبانج، وسيام ريب، والمنطقة التي يبلغ عرضها 25 كيلومترًا على الضفة الغربية لنهر ميكونغ من السلاح. أدى الصراع إلى التوقيع على المعاهدة الفرنسية السيامية، في 3 أكتوبر 1893.